# Mallee Highway
La Mallee Highway (autrefois l’Ouyen Highway au Victoria) est une route longue de 377 km, de direction est-ouest, partant de Tailem Bend en Australie-Méridionale par les zones céréalières situées à l'extrémité sud du Murray Mallee jusqu'à Pinnaroo près de la frontière avec le Victoria, avant de traverser la frontière (entre Bordertown et Loxton). Elle continue au Victoria, passe par Ouyen, (l'ancienne Ouyen Highway s'arrêtait là) où elle croise la Calder Highway et Piangil, puis elle s'achève en arrivant sur la Murray Valley Highway.
La route emprunte la Murray Valley Highway pendant deux kilomètres au nord de Piangil, jusqu'à ce qu'une bretelle, la Tooleybuc Road, traverse la frontière avec la Nouvelle-Galles du Sud et le Murray à Tooleybuc. La route continue ensuite vers Balranald, sur la rivière Murrumbidgee. La Tooleybuc Road se termine sur la Sturt Highway et continue vers Sydney via la Hume Highway.